# Флаг Солнечного (Красноярский край)
Флаг ЗАТО посёлок Солнечный Красноярского края Российской Федерации — опознавательно-правовой знак, служащий официальным символом муниципального образования.
Флаг утверждён 28 декабря 2005 года и внесён в Государственный геральдический регистр Российской Федерации с присвоением регистрационного номера 2168.

## Описание
«Флаг посёлка Солнечный представляет собой прямоугольное красное полотнище с отношением ширины к длине 2:3 воспроизводящее по центру фигуры герба: жёлтое солнце и поверх него два белых голубя держащих в клювах белую стрелу».

## Символика
Флаг разработан на основе герба, который языком символов и аллегорий отражает специфику муниципального образования.
Официальной датой основания посёлка Солнечный считается 19 октября 1965 года, но несмотря на свою молодость, он играет огромную роль в защите Родины. Здесь расположена шестьдесят вторая Краснознамённая ракетная дивизия войск стратегического назначения России, которая стала одним из важнейших объектов в создании стратегического щита России, силой «ядерного сдерживания».
Изображение жёлтого солнца на флаге указывает на название посёлка, делая композицию флага гласной.
Символично, что на территории дивизии, являющейся самой мощной в России по стратегическому назначению и стоящей на страже мира на всей планете, наиболее распространённым видом птиц является голубь — традиционный символ мира. На флаге два голубя держат стрелу, аллегорически показывающую род войск расположенной здесь дивизии. Стрела — символ духовной силы, настойчивости, решимости.
Жёлтый цвет (золото) — символ стабильности, богатства, уважения, интеллекта.
Белый цвет (серебро) — символ чистоты, совершенства, мира и взаимопонимания.
Красный цвет — символ мужества, силы, труда, красоты.